# Cameră bridge

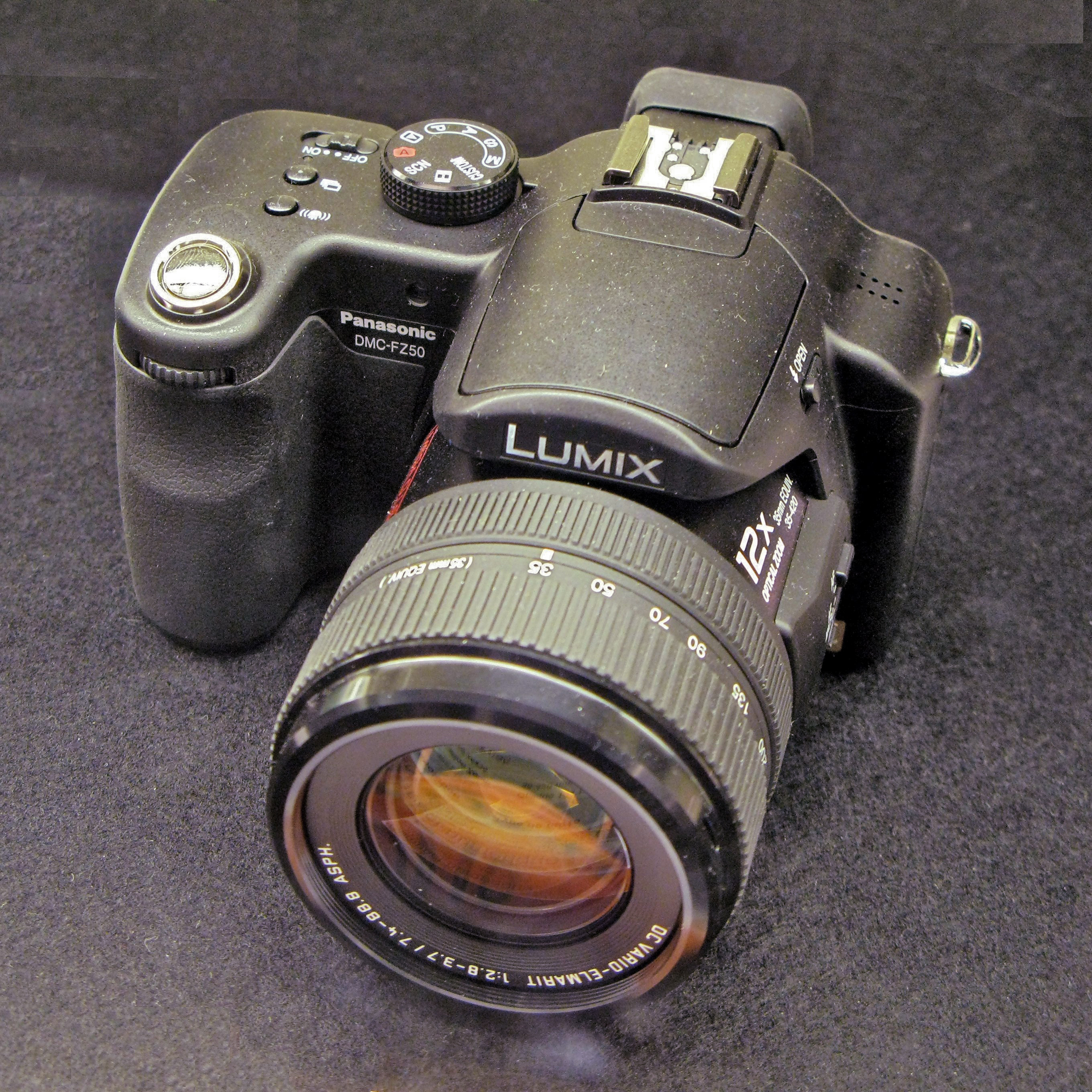
Panasonic Lumix DMC-FZ50

O cameră de tip bridge este un tip de cameră foto cu nivel de specificații situat între cele a unui Digital SLR (D-SLR) și a unei camere compacte. Calitățile tehnice le apropie de gama D-SLR, dar faptul că obiectivul este inamovibil le aseamănă camerelor compacte.
Ceea ce le face deosebite sunt zoom-ul larg, numărul mare de megapixeli și funcțiile avansate, destinate amatorilor ce doresc să intre în arta fotografiei sau să învețe mai multe despre ea. 
Cele mai cunoscute aparate bridge în România sunt:
- Nikon Coolpix P500 (12 MP, ZOOM 36X)
- Fujifilm Finepix HS20 (16 MP, ZOOM 30X)
- Sony DSC-HX100V (16.2 MP, ZOOM 30X)
- Canon Powershot SX40 HS (12.1 MP, ZOOM 35X)